# مسائل اولیه
مسائل اولیه (انگلیسی: Growing Pains) یک مجموعه تلویزیونی آمریکایی در ژانر کمدی موقعیت است که توسط نیل مارلنز ایجاد شد و از ۲۴ سپتامبر ۱۹۸۵ تا ۲۵ آوریل ۱۹۹۲ بر روی شبکهٔ ای‌بی‌سی نمایش داده شد. این نمایش به مدت هفت فصل و شامل ۱۶۶ قسمت نمایش داده شد.